# Boogie Angst
Boogie Angst is een album van het uit Nederland afkomstige Kraak & Smaak. Het album is uitgebracht in 2005, en is tevens het debuutalbum van het producerstrio. Het album is geproduceerd onder 'Jalapeno Records' en de distributie is verzorgd door 'Pias Benelux'
Op het album is samengewerkt met U-Gene en Dez.
Van het album is tevens een speciale dubbel-cd-editie uitgebracht waar een aantal remixes op staan.